# Janet Ågren
Lena Janet Yvonne Ågren Maietto (ur. 6 kwietnia 1949 w Landskronie) – szwedzka aktorka filmowa, znana przede wszystkim z udziału we włoskich produkcjach.

## Filmografia
- 1968: Donne... botte e bersaglieri jako Rika
- 1968: I Due crociati jako Clorinda
- 1969: Zwyczajny młody człowiek (Il Giovane normale) jako Diana
- 1969:	Du soleil plein les yeux jako Monika
- 1970: Kotku, kotku, kocham cię (Pussycat, Pussycat, I Love You)
- 1971: Io non vedo, tu non parli, lui non sente
- 1971:	Io non spezzo... rompo
- 1972: La Vita, a volte, e molto dura, vero Provvidenza? jako Stella
- 1972:	L’Amaro caso della baronessa di Carini jako Donna Laura d’Agrò
- 1972:	Avanti! jako pielęgniarka
- 1972:	Fiorina la vacca jako Tazia
- 1972: Pulp jako recepcjonistka wydawcy
- 1972: Kraksa (La Piu bella serata della mia vita) jako Simonetta
- 1972: Racconti proibiti... di niente vestiti
- 1973: Ingrid sulla strada
- 1973: Tecnica di un amore
- 1974: L’Erotomane jako żona Rodolfo
- 1974: Il Saprofita jako Teresa
- 1974: L’Assassino ha riservato nove poltrone jako Kim
- 1975: Sensualidad jako María José
- 1975: La Polizia interviene: ordine di uccidere jako Gloria
- 1975: Paolo Barca, maestro elementare, praticamente nudista
- 1976: Chi dice donna, dice donna jako Anita (segment „Ma non ci sposano”)
- 1976:	Vai col liscio jako Celeste
- 1976:	Bakterion jako Jane
- 1976:	Per amore jako Daniela Rovati
- 1977: Stato interessante
- 1978: Zbrodnia doskonała (Indagine su un delitto perfetto) jako Gloria Boyd
- 1978:	Grota rekinów (Bermude: la fossa maledetta) jako Angelica
- 1978: Il Commissario di ferro jako Vera
- 1978:	Siete chicas peligrosas
- 1978:	Uranowi spiskowcy (Agenten kennen keine Tränen) jako Helga
- 1979: Il Commissario Verrazzano jako Giulia Medici
- 1979:	Aragosta a colazione jako Monique
- 1980: Maria - Nur die Nacht war ihr Zeuge jako Maria
- 1980:	Zjedzeni żywcem (Mangiati vivi!) jako Sheila Morris
- 1980:	Miasto żywej śmierci (Paura nella città dei morti viventi) jako Sandra
- 1980: Prestami tua moglie jako Ingrid Nillsen
- 1982: Ricchi, ricchissimi, praticamente in mutande jako Frau Kuppler
- 1982: Sogni mostruosamente proibiti jako Dalia
- 1983: Mystère jako Pamela
- 1983:	Questo e quello jako Lucilla
- 1983:	Occhio, malocchio, prezzemolo e finocchio jako Helen
- 1984: Vediamoci chiaro
- 1985: Czerwona Sonja (Red Sonja) jako Varna
- 1986: Aladyn (Superfantagenio) jako pani Haddin
- 1986: Paco − maszyna śmierci (Vendetta dal futuro) jako Linda
- 1987: Noc wśród rekinów (La Notte degli squali) jako Liz Ziegler
- 1987:	Wojownik karate (Il Ragazzo dal kimono d’oro) jako Julia Scott
- 1988: Człowiek-Szczur (Quella villa in fondo al parco) jako Terry
- 1989: Magdalena (Magdalene) jako Anna
- 1991: Per sempre
- 1992: Wojownik karate 5 (Il Ragazzo dal kimono d’oro 5)
- 2003: Nexus